# Teresa Giménez Barbat
Pour les articles homonymes, voir Barbat.
Teresa Giménez Barbat, née le 4 juin 1955 à Barcelone, est une anthropologue et femme politique espagnole. En décembre 2015, elle devient députée européenne en remplacement de Fernando Maura.

## Biographie
Deux semaines après son entrée au Parlement européen, elle quitte l'Union, progrès et démocratie (UPyD) et rejoint Ciudadanos (C's).

## Livres
- Polvo de Estrellas, Barcelona, Kairós 2003.
- Diari d'una escèptica, Barcelona, Tentadero 2007